# Corridoio persiano

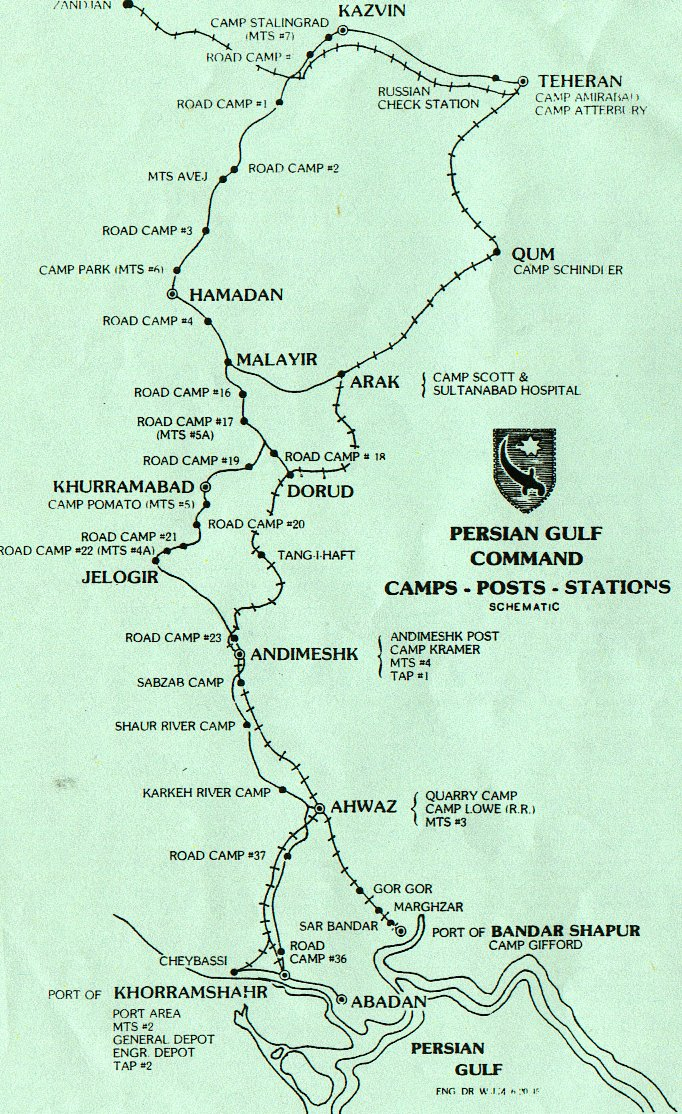
Il corridoio persiano

Il corridoio persiano è la rotta logistica attraverso l'Iran utilizzata da britannici e statunitensi per inviare le forniture militari all'Unione Sovietica durante la seconda guerra mondiale.

## Premessa: l'invasione anglo-sovietica dell'Iran nel 1941
Allo scoppio della seconda guerra mondiale l'Iran, allora governato dallo scià Reza Shah Pahlavi, aveva dichiarato la neutralità del paese. Nonostante ciò, nel 1941 Stalin e Churchill si misero d'accordo per invadere l'Iran in agosto, costringendo all'esilio lo scià. La motivazione sarebbe stata la preoccupazione per le relazioni amichevoli della nazione con la Germania nazista, ma secondo molti autori il timore dell'influenza nazista fu solo un pretesto senza fondamento e l'Iran fu occupato dagli anglo-sovietici solo per permettere il trasferimento di materiale bellico all'Unione Sovietica.

## Il corridoio persiano
Dopo averlo occupato militarmente, gli anglo-sovietici utilizzarono l'Iran, ed in particolare la moderna ferrovia transiraniana da poco costruita da Reza Pahlavi nel suo sforzo di modernizzazione della Persia, per il trasferimento di materiale bellico all'Unione Sovietica, allora sotto attacco nazista. Dopo l'attacco nazista (l'operazione Barbarossa), gli USA estesero subito anche all'Unione Sovietica i benefici della legge Lend-Lease per la fornitura di materiali d'armamento all'URSS. Con l'entrata in guerra degli Stati Uniti, nel 1942 gli americani sostituirono gli inglesi nella gestione logistica dei rifornimenti ai sovietici, arrivando ad inviare in Iran fino a 30.000 soldati (tra questi anche il colonnello Norman Schwarzkopf Senior, padre del generale Norman Schwarzkopf Jr., futuro comandante americano della guerra del Golfo). L'arrivo degli americani spezzò il duopolio anglo-russo sulla Persia permettendo il ritorno ad una vita maggiormente democratica.
Sul piano militare gli anglo-americani trasferirono lungo il corridoio persiano circa 8 milioni di tonnellate di materiale (carri armati, veicoli, cannoni ecc.), più alcune migliaia di aeroplani (i caccia P-39 e P-40, i bombardieri A-20 e B-25 ecc.). Già durante la seconda guerra mondiale ci fu una polemica tra alleati sull'effettivo contributo di questi aiuti militari statunitensi utili ma non determinanti per la vittoria finale dell'Unione Sovietica e sul fatto che la propaganda sovietica tenne "in ombra" l'aiuto ricevuto, perché pur ritenuto utile non fu determinante per l'enorme quantità di aerei e carri armati coinvolti e per la migliore tecnologia sovietica in fatto di carri, gli unici nel campo degli alleati che potevano avere successo contro gli equivalenti tedeschi.

## La conferenza di Teheran

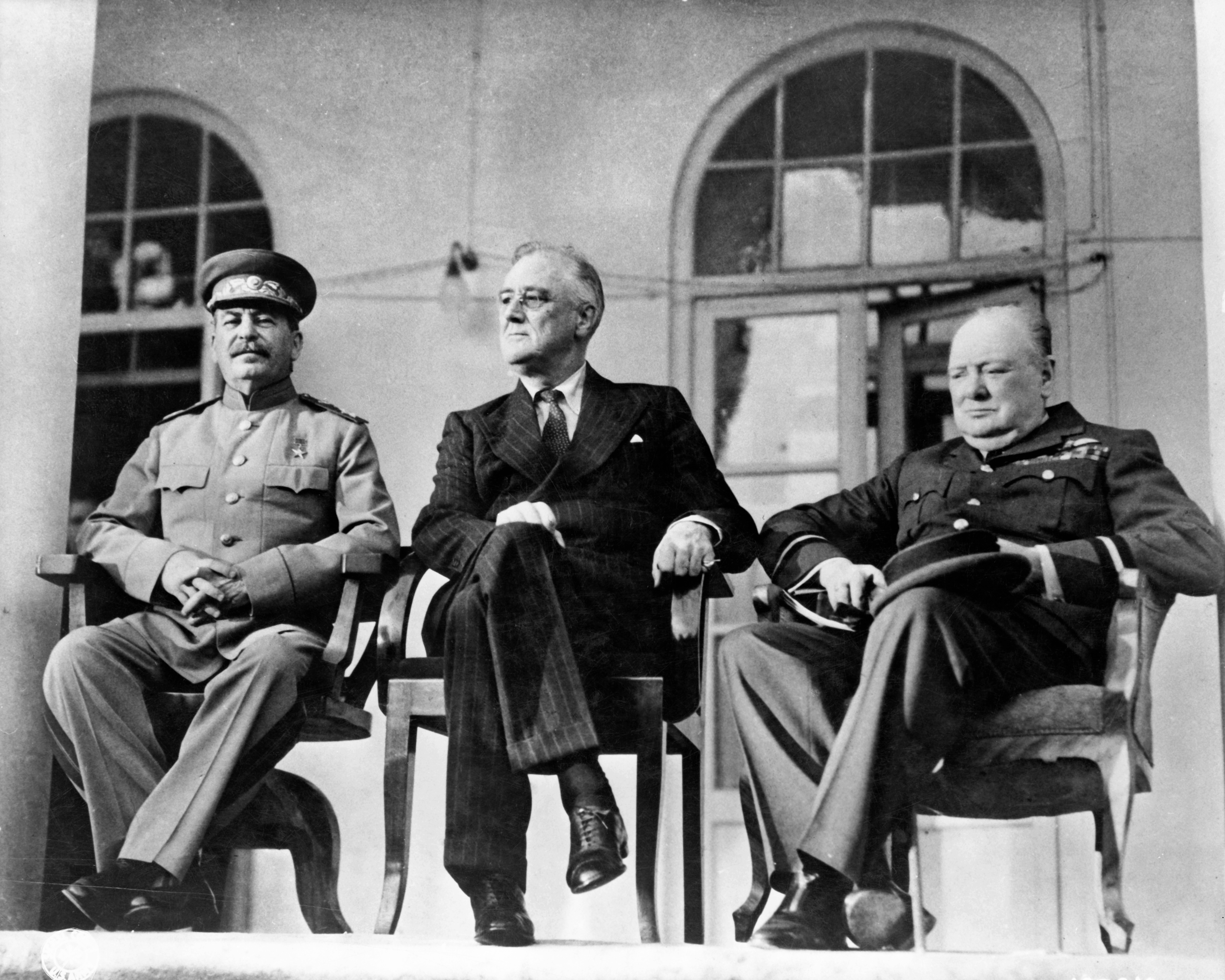
Stalin, Roosevelt e Churchill a Teheran

Nell'Iran occupato si tenne nel novembre del 1943 la prima riunione dei tre grandi: Churchill, Roosevelt e Stalin nella conferenza di Teheran, in cui si discusse l'alleanza di guerra contro la Germania nazista, dagli aiuti all'Unione Sovietica tramite il corridoio persiano all'apertura di un secondo fronte in Europa attraverso lo sbarco in Normandia. 
Nella conferenza si discusse anche del futuro della Persia e fu alla base della piccola primavera democratica persiana, che tra le altre cose permise il ritorno nel parlamento (il Majles dell'Iran) di Mohammad Mossadeq, il futuro primo ministro che nazionalizzerà il petrolio nel 1951.

## L'Armata polacca
Attraverso il corridoio persiano transitarono anche migliaia di ex prigionieri polacchi, che formarono in seguito l'Armata polacca del generale Anders, distintasi nel 1944 nella campagna d'Italia ed in particolare nella battaglia di Monte Cassino (ancora oggi ricordata nel giorno delle forze armate polacche). I militari polacchi, catturati dai russi a seguito dell'invasione nazi-sovietica della Polonia, erano stati liberati dopo l'attacco tedesco alla Russia con l'intenzione iniziale di farli combattere accanto all'Armata Rossa sul fronte orientale (con la prospettiva ottimistica di un loro rientro vittorioso in Polonia da est). 
Contrasti politici insanabili tra Stalin e i dirigenti polacchi di Londra, la diffidenza reciproca e, inoltre, la convinzione dei polacchi di un prossimo crollo sovietico portarono invece alla decisione delle potenze alleate nella primavera del 1942 di far confluire i reparti polacchi nell'esercito britannico impegnato in Africa, passando appunto per il corridoio persiano; con loro furono liberati anche migliaia di civili polacchi detenuti dai sovietici. 
A Teheran vi è una grande sezione polacca entro il cimitero cattolico.